# University of Saint Thomas (Saint Paul)
La University of Saint Thomas è un'università privata di indirizzo cattolico con sede a Saint Paul, nello stato americano del Minnesota.
Il College of Saint Thomas, così chiamato in onore di san Tommaso d'Aquino, fu fondato come seminario nel 1885 da John Ireland, arcivescovo di Saint Paul e Minneapolis. Nel 1894 l'istituto si divise in due rami: un seminario destinato alla formazione ecclesiastica dei candidati al sacerdozio e un college di arti liberali. Per alcuni anni la gestione del college fu affidata ai religiosi della Congregazione di Santa Croce. Sorta come istituzione esclusivamente maschile, iniziò ad ammettere studentesse nel 1977. Il college fu elevato al rango di university nel 1990.